# Fender Duo Sonic
Die Duo Sonic ist eine E-Gitarre, die 1956 von der US-amerikanischen Firma Fender als „Schüler-Modell“ eingeführt wurde.

## Geschichte

Fender Duo Sonic Mexico

Die Duo Sonic ist eine einfach gebaute aber effektiv angelegte Gitarre, mit einer kürzeren Mensur von 571,5 Millimetern als bei den anderen Fender Gitarren mit einer Mensur von 647,7 Millimetern.
Ein weiteres Modell, die Duo Sonic II, mit einer Mensur von 609,6 Millimetern wurde ebenfalls aufgelegt.
1969 wurde die Produktion eingestellt, da die Fender Mustang mit ihrem Vibratosystem bei weitem erfolgreicher war. Die Produktion wurde Mitte der 1990er Jahre unter der Fender Mexico Serie wieder aufgenommen, jedoch 1997 endgültig eingestellt.
2008 wurde die Duo Sonic von der Fender Tochterfirma Squier als Vintage Modell neu aufgelegt, das sich an den 1950er-Jahre-Modellen der Duo Sonic orientiert.
2016 brachte die „Offset“-Serie die Duo-Sonic zurück ins Fender-Portfolio. Neben der klassischen Konfiguration mit zwei Single-Coil-Tonabnehmern ist auch ein Modell mit Single-Coil-Halspickup und Humbucker-Steg-Pickup mit Coil-Split-Funktion erhältlich. Beide Varianten verfügen über eine 24”-Mensur. Weitere Merkmale sind Griffbretter mit einem Radius von 9,5“ und 22 Bünden sowie eine Hardtail-Brücke. Die Fertigung der Instrumente erfolgt am mexikanischen Produktionsstandort in Ensenada.

## Bauweise und Technik
Die Duo Sonic ist eine Solidbody Gitarre, das heißt, sie besteht aus einem oder mehreren Teilen aus massivem Erlen- oder Eschenholz. Am Übergang vom Korpus zum Hals gibt es zwei Aussparungen, das so genannte Doublecutaway, wodurch ein komfortables Spiel in den hohen Lagen und mehr Bewegungsfreiheit ermöglicht wird. Der Hals und das Griffbrett bestehen entweder aus einem Stück Ahorn oder ein separates Griffbrett aus Palisander ist aufgeleimt. Das Griffbrett hatte ursprünglich gegenüber den anderen Fender Modellen statt 22 lediglich 21 Bünde. Die Duo-Sonic-Modelle der «Offset»-Serie werden dagegen mit 22 Bünden gefertigt.
Die Duo Sonic besitzt zwei Single-Coil-Tonabnehmer (englisch: pickup). Durch die schräge Einbauposition der Tonabnehmer sollen die Bassanteile im Klang verstärkt werden. Verwaltet werden die Tonabnehmer von einem Wahlschalter, mit dem die Tonabnehmer sowohl einzeln als auch gemeinsam zu geschaltet werden können und einem Ton- und Lautstärkeregler. Die Elektronik wird von einer Platte aus Kunststoff verdeckt und abgeschirmt. Die Saiten laufen über eine fest montierte Brücke (englisch: fixed bridge, nicht beweglicher Steg), über sechs (vor 2016: drei) Saitenreiter, mit denen sich die Saitenlage und Höhe einstellen lassen, zur Kopfplatte. Die Kopfplatte ist der Fender Stratocaster nachempfunden. Bei den neueren Modellen weist sie das Fender Logo sowie die Typenbezeichnung und die Seriennummer auf. Bei den 1950er Modellen befindet sich die Seriennummer auf der Rückseite der Kopfplatte.

Kopfplatte einer Fender Duo Sonic Mexico
Kopfplatte einer Fender Duo Sonic 1963
Die Brücke einer Fender Duo Sonic mit den 3 Saitenreitern

## Die Duo Sonic in der Musik
- Liz Phair
- David Byrne von den Talking Heads
- Jimi Hendrix (als er noch unter dem Namen ‘Jimmy James’ mit den Isley Brothers auftrat)
- Johnny Winter verwendete eine modifizierte Duo-Sonic während der späten 1960er und frühen 1970er Jahre
- Patti Smith